# Mara Uckunowa-Auböck
Mara Uckunowa-Auböck (* 5. August 1895 in Plovdiv, Bulgarien; † 3. November 1987) auch bekannt unter Maria Auböck-Utschkunowa war eine bulgarisch-österreichische Bildhauerin und Textilgestalterin aus Plovdiv, die unter anderem am Bauhaus in Weimar studierte. Sie war mit Carl Auböck verheiratet, mit dem sie auch zusammenarbeitete und so Weimarer Bauhauseinflüsse in das Design der schwiegerväterlichen Werkstätte Carl Auböck brachte.

## Werdegang
Mara Uckunowa-Auböck wurde in Plovdiv am 25. März 1894 geboren, doch wird das Datum von Maras ostorthodoxer Taufe am 5. August 1895 bis heute als ihr Geburtstag geführt. Ab 1910 besuchte sie ein Realgymnasium in Plovdiv und arbeitete nach ihrem Abschluss in 1914 als Lehrerin. Von 1916 bis 1918 studierte Mara Uckunowa an der Kunstgewerbeschule München sowie an der Ludwig-Maximilian-Universität München, Bildhauerei bei Hans Schwegerle, Holzschnitzerei bei Joseph Wackerle und Zeichnen bei Hans Hoffman. Ab 1917, mit einigen Unterbrechungen, studierte sie Bildhauerei an der Großherzoglich-Sächsischen Kunstgewerbeschule Weimar. 1919 wechselte sie an das neu gegründete Staatliche Bauhaus, wo sie bis 1922 in der Textilwerkstatt bei Georg Muche studierte und ihn als Hilfsassistentin unterstützte. Zudem war sie begeistert von Johannes Ittens Rezeption und pädagogische Anwendung der Mazdaznan-Körper-Techniken und sie arbeitete mit Mazdaznans Rezepten in der Bauhausküche. Mara Uckunowa war in Weimar einige Zeit auch eng mit Josef Albers befreundet, sie hatte eine sehr gute Beziehung zu Walter Gropius, und ihre Beziehung zu Johannes Itten war eine inspirierende, tiefe und dauerhafte Freundschaft.
Am Bauhaus lernte sie Carl Auböck kennen, mit dem sie eine Reise nach Italien unternahm. Die beiden heirateten am 5. Juni 1923 in Wien. Am 6. Januar 1924 wurde ihr Sohn Carl Auböck geboren. 1938 bis 1940 war sie wie ihr Mann Mitglied der Reichskammer der bildenden Künste.
1935 bis 1938 studierte Mara Uckunowa-Auböck Mode und Textildesign an der Kunstgewerbeschule des Österreichischen Museums für Kunst und Gewerbe in Wien bei Prof. Wimmer, 1935/36 im Atelier für Textil und im Modeatelier von 1936 bis 1938. Gleichzeitig arbeitete sie weiter im Familienbetrieb mit ihrem Mann. Die Werkstatt fertigte einfache, elegante und harmonische Metallgegenstände, Kleinskulpturen, Accessoires und Haushaltsgegenstände mit besonderem Augenmerk auf das Material. Die Verbundenheit mit Designern der Moderne wie Walter Gropius und Charles Eames förderte die internationale Popularität der Produkte. Mara Uckunowa-Auböck fertigte Entwürfe und webte mit ihrem eigenen Webstuhl. Ihre Familie besitzt noch etwa 30 Muster von Textilprojekten und 40 Entwürfe von Modekostümen. Während ihrer 35-jährigen Zusammenarbeit haben Carl und Maria Auböck für die Arbeit der Werkstätte Carl Auböck eine Reihe von Anerkennungen und Auszeichnungen, darunter vier Goldmedaillen (Compasso d’Oro) auf der Triennale di Milano in den Jahren 1951, 1954 und 1957, sowie einen Eintrag in das Goldene Buch der Stadt Wien erhalten.
Maria Aubök setzte ihre Arbeit als Designerin bis Ende 1968 fort, als sie sich im Alter von 74 Jahren von ihrer Tätigkeit zurückzog. Bis 1987 war sie in der Geschäftsleitung der Werkstätte Auböck. Sie starb in Wien am 3. November 1987 im Alter von 93 Jahren.